# Henry Müller
Alfred Henry Müller (* 12. August 1896 in Hamburg; † 8. September 1982 in Stade) war ein deutscher Fußballnationalspieler. Der Versicherungsmakler spielte für den SC Victoria Hamburg und kam zwischen 1921 und 1928 zu neun Einsätzen in der deutschen Nationalmannschaft, in denen er ein Tor erzielte. 1919 gewann er mit der Auswahl des Norddeutschen Fußball-Verbands den Bundespokal.

## Laufbahn

### Verein
Der Hamburger Jung’ schaffte in der Saison 1914/15 den Durchbruch beim SC Victoria Hamburg. Dort Gewann er 1918/19 mit dem Verein als Teil der Kriegssportvereinigung KV Victoria/88 Hamburg durch einen 2:0-Sieg über Bremer SC 1891 die norddeutsche Meisterschaft. In der folgenden Saison konnte Victoria zwar mit einem 5:3-Sieg gegen Altona 93 die Meisterschaft in Hamburg, die A Klasse, erringen. Unter der Trainingsleitung von William J. Townley vom März 1921 bis Dezember 1922 begann die internationale Karriere des großgewachsenen, sachlich-nüchtern agierenden Verteidigers. 
Henry Müller bildete zusammen mit seinen Vereinskameraden Ernst Eikhoff und Torhüter Charly Pohl die Defensivachse bei Victoria. Henry Müller verkörperte den damals gefragten Typ des „Angriffsverteidigers“. Mit Victoria belegte er in der Norddeutschen Liga bis zum Ende der 1920er Jahre zweite und dritte Plätze. Nach Einführung der Norddeutschen Oberliga 1930 lavierte die Victoria zwischen Platz vier und sieben.

### Bundespokal
Am 29. Mai 1919 bestritt der Verteidiger von Victoria Hamburg das erste Spiel in der Auswahl des Norddeutschen Fußball-Verbands beim 5:1-Erfolg im heimischen Hoheluft-Stadion im Halbfinalspiel gegen Brandenburg. In seinem zweiten Einsatz am 8. Juni 1919 in Berlin gewann er mit Norddeutschland durch einen 5:4-Erfolg gegen Süddeutschland den Bundespokal (Nachfolger des bekannteren Kronprinzenpokals) der Runde 1918/19. Auch den zweiten Finalerfolg feierte der zuverlässige Verteidiger gegen Süddeutschland. Am 22. Februar 1925 besiegte Norddeutschland mit 2:1 Toren das Team aus Süddeutschland in welcher unter anderen der spätere Bundestrainer Sepp Herberger spielte. Von 1919 bis 1929 absolvierte Henry Müller, zumeist mit seinen Verteidigerpartnern Walter Risse oder Albert Beier, 26 Spiele in den Verbandspokalspielen für Norddeutschland, in denen er zu fünf weiteren Finalteilnahmen kam.

### Deutsche Fußballnationalmannschaft
Am 5. Juni 1921 kam Henry Müller zu seinem Debüt in der Nationalmannschaft bei der 0:3-Niederlage in Budapest gegen Ungarn. In der Berichterstattung wird angeführt, „Karl Tewes und Henry Müller verhinderten Schlimmeres“. Nach einer siebenmonatigen Pause stand er zum zweiten Mal in der Verteidigung der deutschen Mannschaft beim sensationellen 2:0-Sieg gegen Österreich am 29. April 1922 in Wien vor 70.000 Zuschauern. Beim siebten Länderspiel unterlief Müller in der 10. Spielminute ein Eigentor bei der 1:2-Niederlage gegen Finnland am 12. August 1923 in Dresden. Am 23. November 1924 kam er durch die Einwechslung in der 78. Spielminute für Anton Kugler in der Begegnung gegen Italien zu seinem achten Spiel in der DFB-Elf. Vier Jahre später, am 23. September 1928 in Oslo gegen Norwegen, das erste Spiel unter der Verantwortung von Reichstrainer Otto Nerz, kam noch seine neunte und letzte Berufung hinzu.

## Nach dem Fußball

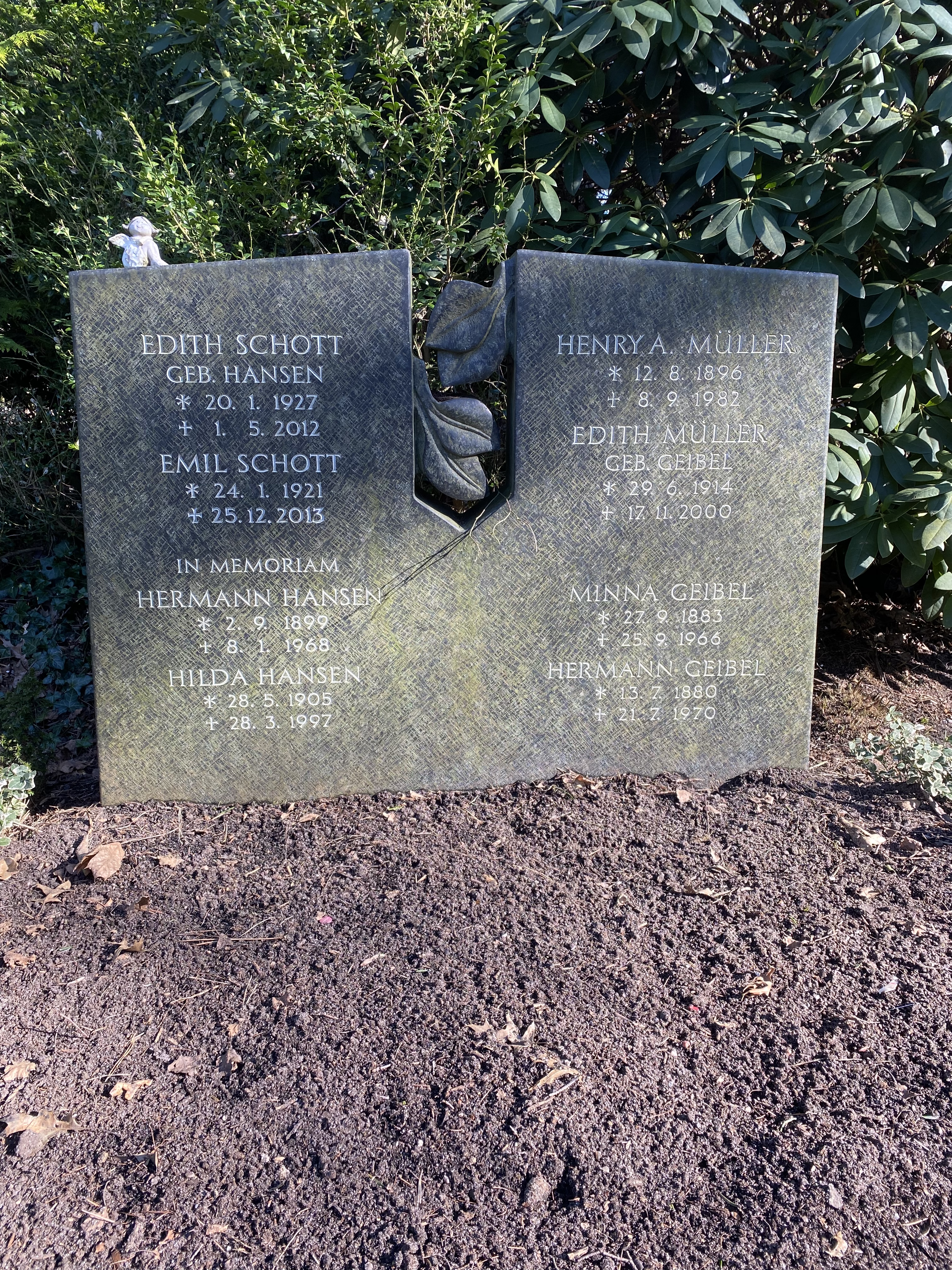
Grabstätte Henry Müller auf dem Ohlsdorfer Friedhof

Anfang der 30er-Jahre beendete Henry Müller seine aktive Laufbahn und widmete sich nunmehr verstärkt in seiner Heimatstadt Hamburg seinem Beruf als Versicherungsmakler. Er verstarb 86-jährig und wurde auf dem Friedhof Ohlsdorf in seiner Geburtsstadt beigesetzt. Die Grabstätte liegt im Planquadrat V 10 nördlich von Kapelle 1.